# Hammurijja
Hammurijja (arab. حمورية) – miasto w Syrii, w muhafazie Damaszek. W 2004 roku liczyło 13 760 mieszkańców.